# Acotel Group
Acotel Group S.p.A., nota anche come Gruppo Acotel, è un'azienda italiana attiva su scala internazionale nell'intrattenimento digitale, nelle telecomunicazioni, nei servizi a valore aggiunto, nella sicurezza, nei servizi di monitoraggio dei consumi energetici (elettricità, acqua e gas) e nei servizi per la pubblicità interattiva.
La società è quotata sul listino di Borsa Italiana dove è presente nell'indice FTSE Italia Small Cap dall'agosto del 2000.

## Struttura
Acotel Group ha sede legale a Formello e opera a livello internazionale attraverso proprie sedi e uffici a Formello, Roma, New York, Rio de Janeiro, Madrid e Mumbai; al 31/03/2017 i dipendenti in organico alle aziende erano 164.
Nel 2013 è stata presentata una nuova unità di business Acotel Net che offre servizi sull'efficientamento energetico, in particolare per l'energy management e lo smart metering.

## Azionariato
Sulla base delle informazioni disponibili l'azionariato è il seguente:
- CLAMA S.r.l.: 41,437%
- MACLA S.r.l.: 15,950%
- Azioni proprie: 1,350%
- Ellepif Ltd.: 7,507%
- Mercato: 33,756%